# ハッセルト
ハッセルト (オランダ語: Hasselt [ˈɦɑsəlt] ( 音声ファイル)) は、ベルギーの商業都市。リンブルフ州の州都で、首都ブリュッセルの東約80kmに位置する。面積は102平方キロメートル。人口は約7万人。人口あたりのブティック軒数が多く、「ファッションの町」として知られる。
1985年より兵庫県伊丹市と姉妹都市。

## 観光
- 日本庭園 (Japanse Tuin)
1992年に伊丹市の協力で造られたヨーロッパ最大の日本庭園。広さは2.5 ヘクタールあり、観光の重要な要素となっている[1]。

- 聖クウィンティヌス聖堂（英語版） (St.-Quintinus Kathedraal)
- 聖母教会 (O.-L.-Vrouwkerk)
- ヘルケンローデ養育院 (Refugiehuis Herkenrode)

- ファッション博物館 (Stedelijk Modemuseum)
- 国立ジュネヴァ博物館 (Nationaal Jenevermuseum)
- 戦争と平和博物館 (Nationaal Museum van Oorlog en Vrede)
- 市立カリヨン博物館 (Stedelijk Beiaardmuseum)
- 郷土博物館 (Gemeentelijk Museum)

## 産業
- リドレーの本社工場が郊外のパール・ベーリンゲンにあり、年間3万台のスポーツ自転車が生産され、世界40カ国に輸出されている[2]。

## 出身著名人
- ブレクト・ウォリス - 格闘家
- ウィリー・クラース - 政治家
- ヘルト・ステーフマンス - 自転車競技選手
- ベン・ヘルマンス - 自転車競技選手
- ジーニョ・ファンフースデン - サッカー選手
- ベルント・タイス - サッカー選手
- ルク・ニリス - サッカー選手
- ジョルディ・クルークス - サッカー選手
- マックス・フェルスタッペン - レーシングドライバー
- ローレンス・ヴァントール - レーシングドライバー
- ドリス・ヴァントール - レーシングドライバー
- ナタリー・レメンス - バレーボール選手

## 索引
1. ↑  アリスティムニョ・イグナシオ「ラテンアメリカにおける日本庭園の建設とその貢献」『言語文化』第14巻第4号、同志社大学言語文化学会、2012年3月、461-476頁、CRID 1390290699890441088、doi:10.14988/pa.2017.0000012725、ISSN 1344-1418、NAID 110009004200。
2. ↑  2012年実績